# Comtés de l'État de l'Illinois
Liste des 102 comtés de l'État de l'Illinois aux États-Unis, par ordre alphabétique : 

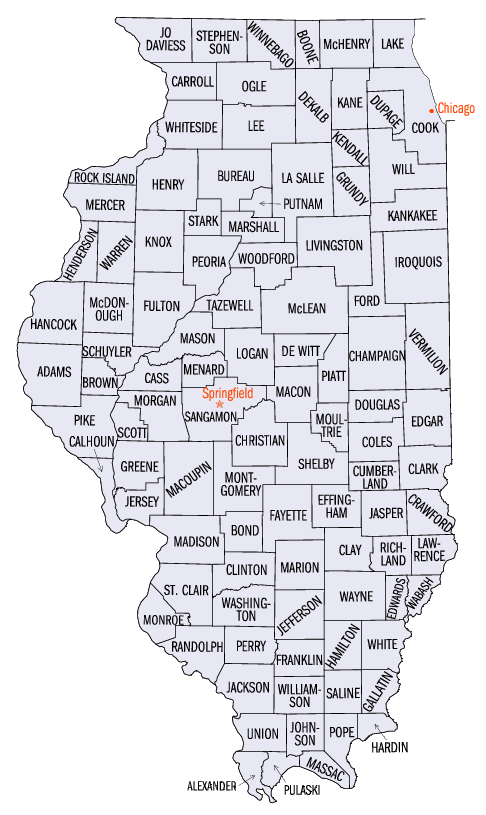
Les comtés de l'État de l'Illinois

La formation moderne des comtés remonte à 1790 lorsque la région faisait partie du Territoire du Nord-Ouest : deux comtés — St. Clair et Knox - ont été créés à cette époque. Knox deviendrait plus tard un comté de l'Indiana et n'a aucun lien avec l'actuel comté de Knox en Illinois, tandis que St. Clair deviendrait le plus ancien comté de l'Illinois. Quinze comtés ont été créés au moment où l'Illinois est devenu État en 1818. Le dernier comté, le comté de Ford, a été créé en 1859. Le comté de Cook créé en 1831 comprenait la majorité absolue de la population de l'État dans la première moitié du XXe siècle et en conserve plus de 40% au recensement de 2010.
La plupart des comtés de l'Illinois ont été nommés d'après les premiers dirigeants américains, en particulier de la guerre d'indépendance américaine, ainsi que des soldats de la bataille de Tippecanoe et de la guerre de 1812.  Bien qu'il ait une ville de Lincoln, l'Illinois n'a pas de comté nommé d'après son fils préféré, Abraham Lincoln ; en revanche ilexite un comté de Douglas (fondé en 1859) nommé d'après son rival politique Stephen A. Douglas. Il y a aussi le comté de Calhoun (fondé en 1825), nommé d'après John C. Calhoun, connu pour son attitude pro-esclavagiste et pro-sud dans les années précédant la guerre civile américaine. Plusieurs des comtés sont nommés d'après des sudistes, reflétant le fait que l'Illinois a été pendant une courte période partie de la Virginie où se sont installés dans ses premières années de nombreux sudistes. Aucun comté n'est nommé d'après les héros de la guerre civile, principalement parce que les comtés ont tous été nommés avant cette guerre. L'État possède un comté de Lee (fondé en 1839) du nom de la famille de Robert E. Lee qui avait servi dans l'Illinois. L'Illinois a également deux comtés nommés d'après la même personne, le gouverneur de New York DeWitt Clinton (comté de DeWitt et comté de Clinton).
- Haut – A
- B
- C
- D
- E
- F
- G
- H
- I
- J
- K
- L
- M
- N
- O
- P
- Q
- R
- S
- T
- U
- V
- W
- X
- Y
- Z

## A
- Adams
- Alexander

## B
- Bond
- Boone
- Brown
- Bureau

## C
- Calhoun
- Carroll
- Cass
- Champaign
- Christian
- Clark
- Clay
- Clinton
- Coles
- Cook
- Crawford
- Cumberland

## D
- DeKalb
- DeWitt
- Douglas
- DuPage

## E
- Edgar
- Edwards
- Effingham

## F
- Fayette
- Ford
- Franklin
- Fulton

## G
- Gallatin
- Greene
- Grundy

## H
- Hamilton
- Hancock
- Hardin
- Henderson
- Henry

## I
- Iroquois

## J
- Jackson
- Jasper
- Jefferson
- Jersey
- Jo Daviess
- Johnson

## K
- Kane
- Kankakee
- Kendall
- Knox

## L
- LaSalle
- Lake
- Lawrence
- Lee
- Livingston
- Logan

## M
- Macon
- Macoupin
- Madison
- Marion
- Marshall
- Mason
- Massac
- McDonough
- McHenry
- McLean
- Menard
- Mercer
- Monroe
- Montgomery
- Morgan
- Moultrie

## O
- Ogle

## P
- Peoria
- Perry
- Piatt
- Pike
- Pope
- Pulaski
- Putnam

## R
- Randolph
- Richland
- Rock Island

## S
- Saline
- Sangamon
- Schuyler
- Scott
- Shelby
- St. Clair
- Stark
- Stephenson

## T
- Tazewell

## U
- Union

## V
- Vermilion

## W
- Wabash
- Warren
- Washington
- Wayne
- White
- Whiteside
- Will
- Williamson
- Winnebago
- Woodford

## Source
- (en) Cet article est partiellement ou en totalité issu de l’article de Wikipédia en anglais intitulé « List of counties in Illinois » (voir la liste des auteurs).